# Waiting for the Night
Waiting for the Night – pierwszy singel holenderskiego DJ-a i producenta muzycznego Armina van Buurena z jego piątego albumu studyjnego Intense. Wydany 21 stycznia 2013 roku przez wytwórnię płytową, Armada Music. Gościnnie w nagraniu udział wzięła australijska piosenkarka Fiora. Utwór ukazał się na ścieżce dźwiękowej do holenderskiej komedii romantycznej Verliefd op Ibiza. 

## Lista utworów i formaty singla
Opracowano na podstawie materiału źródłowego.
- digital single

1. Waiting for the Night (Radio Edit) – 3:04
2. Waiting for the Night (Extended Version) – 4:29
3. Waiting for the Night (Beat Service Remix) – 7:28
4. Waiting for the Night (Beat Service Remix Edit) – 3:48
5. Waiting for the Night (Beat Service Dub) – 6:27
6. Waiting for the Night (Clinton VanSciver Extended Mix) – 4:33
7. Waiting for the Night (Clinton VanSciver Radio Edit) – 2:57